# Шок і трепет
Шок і трепет (англ. Shock and awe) — стратегія використання сили, за якою супротивника з самого початку конфлікту треба поставити перед лицем непереборної, домінуючої сили та масованого, інтенсивного вогневого ураження для досягнення переваги над ним у найкоротший термін. Демонстрація вражаючої сили має паралізувати волю супротивника до боротьби.
Концепція була сформульована американськими стратегічними аналітиками Харланом К. Уллманом і Джеймсом П. Уейдом у 1996 році для Пентагону. Була застосована під час кампанії в Іраку в 2003 році. На брифінгу в Катарі в березні 2003 року американський генерал Томмі Френкс сказав:

| Це буде кампанія, не схожа на будь-яку іншу в історії. Кампанія, що характеризується шоком, несподіванкою, гнучкістю, але з використанням високоточних боєприпасів у небачених раніше масштабах і застосуванням переважаючої сили. |
| — Генерал армії США Томмі Френкс. Катар, березень 2003 |